# شايع محسن الزنداني
شايع محسن الزنداني هو دبلوماسي يمني شغل العديد من المناصب الرفيعة في السلك الدبلوماسي اليمني على مدى 35 عام، ويشغل حاليا منذ 26 مارس 2024 منصب وزير الخارجية وشؤون المغتربين.
من مواليد مديرية جحاف - محافظة الضالع، وحاصل على شهادة الدكتوراه في القانون، ودكتوراه فخرية في العلاقات الدولية والسياسية.

## المناصب والوظائف السابقة[2][3][4]
- 2017-2024 سفير اليمن لدى المملكة العربية السعودية.
- 2010-2014 سفير اليمن لدى الأردن.
- 2008-2010 مندوب دائم لدى منظمة الأغذية والزراعة الفاو
- 2006-2010 سفير لليمن لدى إيطاليا وسفير غير مقيم لدى اليونان وألبانيا، و صربيا
- 1994-1997 سفير – مستشار الوفد الدائم للجمهورية اليمنية لدى الأمم المتحدة في جنيف.

- 1991-1994 سفير لليمن لدى المملكة المتحدة وشمال ايرلندا.

- 1990-1991 نائب وزير الخارجيه للجمهورية اليمنية.
- 1986-1990 نائب وزير الخارجية لجمهورية اليمن الديمقراطية الشعبية قبل الوحدة اليمنية.
- عضو اللجنة العليا للإصلاح السياسي والاقتصادي عام 1989.
- 1981-1982 وزير مفوض قائم باعمال السفارة في بغداد.